# Jiangning

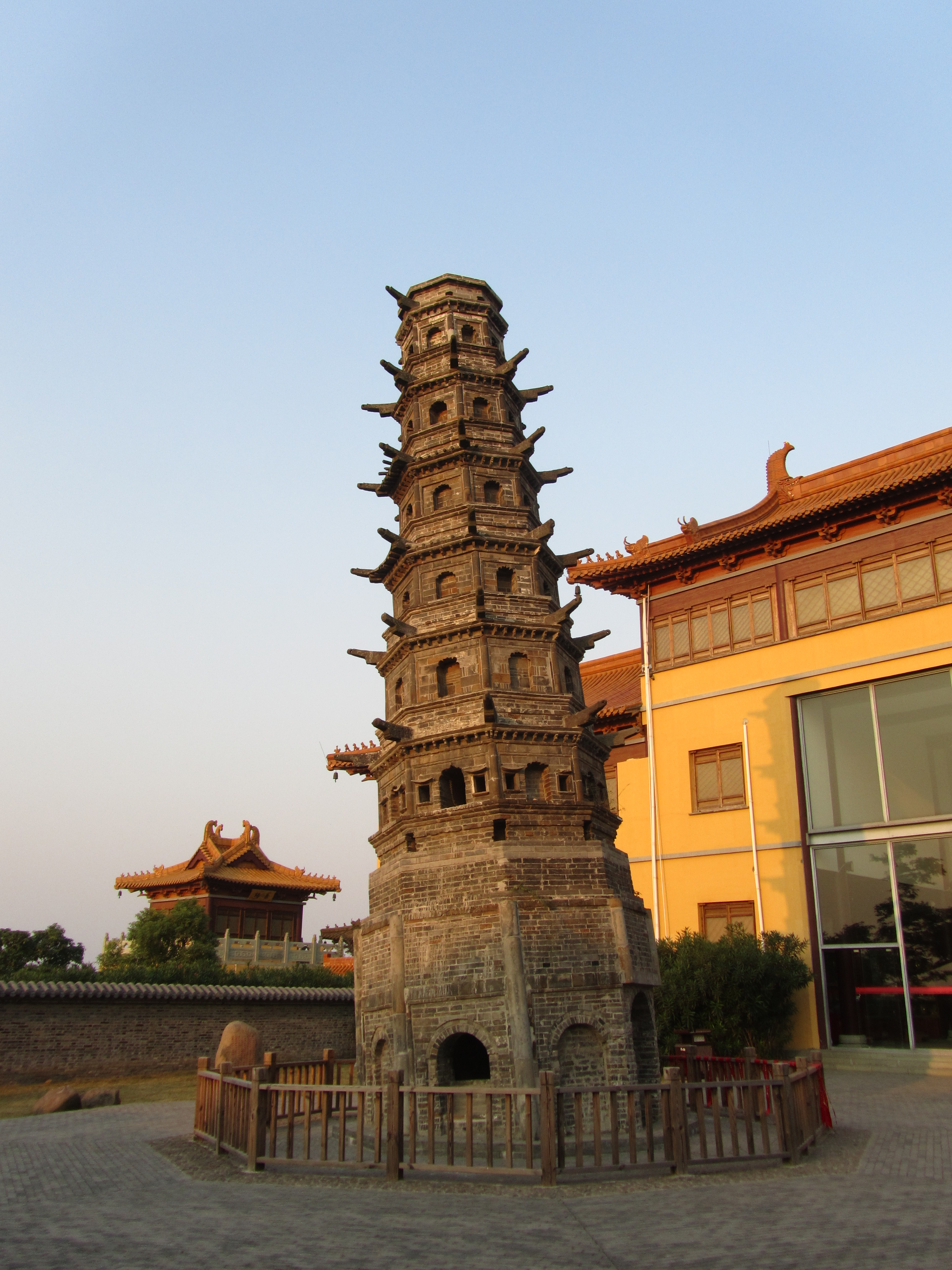
Pagode des Fangshan-Dinglin-Tempels (方山定林寺) in Jiangning

Der Stadtbezirk Jiangning (江宁区 Jiāngníng Qū) ist ein Stadtbezirk der chinesischen Unterprovinzstadt Nanjing in der Provinz Jiangsu. Er hat eine Fläche von 1.573 km² und zählt 1.145.628 Einwohner (Stand: Zensus 2010).